# Samborzec
Samborzec – wieś w Polsce położona w województwie świętokrzyskim, w powiecie sandomierskim, siedziba gminy Samborzec.
W latach 1975–1998 miejscowość administracyjnie należała do województwa tarnobrzeskiego.
Historycznie położony jest w Małopolsce, w ziemi sandomierskiej.
Przez wieś przebiega droga krajowa nr 79 z Krakowa do Sandomierza.
We wsi znajduje się jednostka Ochotniczej Straży Pożarnej, której prezesem jest Wiesław Jarosz. Wchodzi ona w skład krajowego systemu ratowniczo-gaśniczego (KSRG).

## Historia
Pierwsze wzmianki o Samborcu umieścił w swoich dziełach Jan Długosz. Wspomina on o założeniu wsi przez rycerza o nazwisku Sambor.
W XIII wieku został wybudowany kościół murowany pod wezwaniem św. Trójcy – wg podania – na miejscu dawnej świątyni pogańskiej. Obecny kościół w Samborcu pochodzi z 1691 roku. Jeszcze w okresie międzywojennym na obszarze obecnego Samborca znajdowały się 3 miejscowości: Samborzec – folwark, Samborzec – wieś i Samborzec Poduchowny – wieś. Z okresu okupacji hitlerowskiej pozostały tutaj bolesne ślady w postaci miejsca rozstrzelania dziesięciu Polaków, przywiezionych przez gestapowców z Ostrowca Świętokrzyskiego, więzionych tam jako zakładników w 1943 roku. Miejscem tej pamięci narodowej jest płyta przed gmachem szkolnym w Samborcu.
Urodzili się tutaj bł. ks. Antoni Rewera,  bł. ks. kmdr ppor. Władysław Miegoń beatyfikowani w gronie 108 męczenników oraz Jerzy Krzesimowski żołnierz 1 pp Legionów Polskich, członek POW, uczestnik wojny 1918–1920, więzień obozu w Starobielsku, zamordowany w Charkowie. 

## Zabytki
- Kościół parafialny pw. Świętej Trójcy z XIII w., odbudowany pod koniec XVII w., przebudowany w XVIII w., wpisany do rejestru zabytków nieruchomych (nr rej.: A.714 z 20.01.1957 i z 20.01.1966)[8].
- Cmentarz parafialny, (nr rej.: A.715 z 13.06.1988)[8].

## Dawne części wsi – obiekty fizjograficzne
W latach 70. XX wieku przyporządkowano i opracowano spis lokalnych części integralnych dla Samborca zawarty w tabeli 1.

| Nazwa wsi – miasta   | Nazwy części wsi – miasta       | Nazwy obiektów fizjograficznych – charakter obiektu |
| -------------------- | ------------------------------- | --- |
| I. Gromada SAMBORZEC |                                 | |
| 1. Samborzec         | 1. Łąka 2. Samborzec Poduchowny | 1. Byczysko – łąka 2. Leszcza – pole, łąka 3. Łąka – pole, łąka 4. Plebańskie – pole 5. Szewska Łąka – łąka 6. Świerkowe – łąka 7. Świńska Góra – pole, wzniesienie 8. Za Wałem – łąka |